# 1431
| [ Edytuj tabelę ]                          | |
| Król Polski                                | - 1386 Władysław II Jagiełło 1434 |
| Współksiążęta Andory                       | - 1416 Francesc de Tovia 1436 - 1412 Jan I 1436 |
| Król Anglii                                | - 1422 Henryk VI 1461 |
| Król Aragonii i Walencji, hrabia Barcelony | - 1416 Alfons V Aragoński 1458 |
| Władca Azteków                             | - 1427 Itzcoatl 1440 |
| Elektor Brandenburgii                      | - 1415 Fryderyk I 1440 |
| Książę Bawarii-Ingolstadt                  | - 1413 Ludwik VII Brodaty 1443 |
| Książę Bawarii-Landshut                    | - 1393 Henryk XVI Bogaty 1450 |
| Książę Bawarii-Monachium                   | - 1397 Ernest 1438 |
| Książę Burgundii                           | - 1419 Filip III Dobry 1467 |
| Cesarz Bizancjum                           | - 1425 Jan VIII Paleolog 1448 |
| Sułtan Brunei                              | - 1425 Sharif Ali 1433 |
| Cesarz Chin                                | - 1425 Xuande 1435 |
| Król Cypru                                 | - 1398 Janusz 1432 |
| Król Czech                                 | - 1420 bezkrólewie 1436 |
| Król Danii                                 | - 1396 Eryk Pomorski 1439 |
| Dalajlama                                  | - 1391 Gendun Drup 1474 |
| Władca Egiptu                              | - 1422 Barsbaj 1437 |
| Cesarz Etiopii                             | - 1430 Tekle Marjam 1433 |
| Król Francji                               | - 1422 Karol VII 1461 |
| Król Gruzji                                | - 1412 Aleksander 1442 |
| Hrabia Holandii                            | - 1417 Jakobina Bawarska 1433 |
| Władca Inków                               | - 1410 Viracocha 1438 |
| Cesarz Japonii                             | - 1428 Go-Hanazono 1464 |
| Kalif                                      | - 1414 Al-Mu’tadid II 1441 |
| Król Kastylii i Leónu                      | - 1406 Jan II Kastylijski 1454 |
| Patriarcha Konstantynopola                 | - 1416 Józef II 1439 |
| Władca Korei                               | - 1418 Sejong Wielki 1450 |
| Najwyższy książę litewski                  | - 1401 Jagiełło 1434 |
| Wielki książę litewski                     | - 1430 Świdrygiełło 1432 |
| Cesarz Majapahitu                          | - 1429 Suhita 1447 |
| Sułtan Maroka                              | - 1421 Abdulhak II 1465 |
| Książę Mediolanu                           | - 1412 Filip Maria 1447 |
| Wielki książę moskiewski                   | - 1425 Wasyl II Ślepy 1462 |
| Król Nawarry                               | - 1425 Blanka I z Nawarry i Jan II Aragoński 1441 |
| Król Norwegii                              | - 1396 Eryk Pomorski 1442 |
| Sułtan Omanu                               | - 1406 Machzum ibn al-Fallah 1435 |
| Elektor Palatynatu                         | - 1410 Ludwik III 1436 |
| Papież                                     | - 1417 Marcin V 1431 - 1431 Eugeniusz IV 1447 |
| Król Portugalii                            | - 1385 Jan I 1433 |
| Cesarz Rzymski (niemiecki)                 | - 1410 Zygmunt Luksemburski 1437 |
| Kapitanowie Regenci San Marino             | - 1430 Sante Lunardini Benetino di Paolino 1431 - 1431 Antonio di Simone Belluzzi Antonio di Rigo 1431 - 1431 Giovanni di Antonio Antonio di Bartolino 1432 |
| Despota Serbii                             | - 1429 Jerzy I Branković 1456 |
| Elektor Saksonii                           | - 1428 Fryderyk II Łagodny 1464 |
| Król Szkocji                               | - 1406 Jakub I 1437 |
| Król Szwecji                               | - 1396 Eryk XIII Pomorski 1439 |
| Król Tajlandii                             | - 1424 Borommaracha Thirat II 1448 |
| Sułtan Turków                              | - 1421 Murad II 1444 |
| Doża Wenecji                               | - 1423 Francesco Foscari 1457 |
| Król Węgier                                | - 1387 Zygmunt Luksemburski 1437 |
| Cesarz Wietnamu                            | - 1428 Lê Lợi 1433 |
| Wielki mistrz zakonu krzyżackiego          | - 1422 Paul Bellitzer von Russdorff 1441 |

Rok 1431 / MCDXXXI
stulecia: XIV wiek ~
XV wiek ~
XVI wiek

lata: 1421 «
1426 «
1427 «
1428 «
1429 «
1430 «
1431
» 1432
» 1433
» 1434
» 1435
» 1436
» 1441

## Wydarzenia w Polsce
- Luty – odrzucenie przez wielkiego księcia Świdrygiełłę warunków stawianych mu w Sandomierzu przez Radę Królewską.
- Luty – złupienie przez Świdrygiełłę Lwowa i Trembowli.
- 19 czerwca – wielki mistrz zakonu krzyżackiego Paul Bellitzer von Russdorff zawarł w Skirstymoniu przymierze z buntującym się przeciwko Polsce wielkim księciem litewskim Świdrygiełłą, co doprowadziło do wybuchu wojny polsko-krzyżackiej.
- 21 lipca – wojna polsko-krzyżacka: trzy kolumny wojsk polskich wkraczają na Wołyń w celu walki ze Świdrygiełłą, bitwa pod Uściługiem.
- Sierpień – wojna polsko-krzyżacka: bitwa Polaków z oddziałami Świdrygiełły pod Kobiałkami nad Styrem.
- 13 sierpnia – wojna polsko-krzyżacka: nieudany szturm wojska na opanowany przez stronników Świdrygiełły zamek w Łucku.
- 17 sierpnia – wojna polsko-krzyżacka: wypowiedzenie wojny Polsce przez Zakon Krzyżacki
- 26 sierpnia – doręczenie dokumentu o wypowiedzeniu wojny przez Krzyżaków na zamek Dybów pod Toruniem
- 28 sierpnia – wojna polsko-krzyżacka: przekroczenie granicy przez Krzyżaków i zajęcie przez nich Ziemi Dobrzyńskiej. Opanowanie Lipna, Rypina i zamku Dybów.
- 1 września – w Czartorysku Polska podpisała niekorzystny rozejm ze Świdrygiełłą.
- 4 września – wojna polsko-krzyżacka: zdobycia przez Krzyżaków Inowrocławia.
- 10 września – wojna polsko-krzyżacka: atak Krzyżaków na Krajnę. Spalenie miasteczka Łobżenica.
- 13 września – wojna polsko-krzyżacka: wygrana Polaków w bitwie pod Dąbkami koło Nakła.

- Wojna husycka na Śląsku.
- Radymno otrzymało prawa miejskie.

## Wydarzenia na świecie
- 3 stycznia – Joanna d’Arc została przekazana w ręce trybunału biskupiego.
- 9 stycznia – przed kościelnym sądem biskupim w Rouen (Francja) rozpoczęły się przygotowania do procesu Joanny d’Arc.
- 21 lutego – przed kościelnym sądem biskupim w Rouen rozpoczął się proces Joanny d’Arc.
- 2 marca – rozpoczęło się pierwsze od zakończenia wielkiej schizmy zachodniej konklawe podczas którego papieżem został wybrany Eugeniusz IV.
- 3 marca – Eugeniusz IV został wybrany na papieża.
- 30 maja – w Rouen została spalona na stosie Joanna d’Arc, święta, francuska bohaterka narodowa.
- 23 lipca – otwarto Sobór w Bazylei.
- 14 sierpnia – w bitwie pod Domazlicami husyci pod wodzą Prokopa Wielkiego rozgromili armię cesarską.
- 25 listopada – Zygmunt Luksemburski został królem Lombardii.
- 16 grudnia – 10-letni król Anglii Henryk VI został koronowany na króla Francji w paryskiej katedrze Notre-Dame.
- 18 grudnia – odbyło się pierwsze uroczyste posiedzenie Soboru w Bazylei.

## Urodzili się
- 1 stycznia – Aleksander VI, papież kościoła katolickiego (zm. 1503)
- 26 października – Herkules I d’Este, książę Ferrary i Modeny (zm. 1505)
- listopad/grudzień – Vlad III Dracula, hospodar wołoski (zm. 1476)

- Data dzienna nieznana:
  - Bernardyn z Feltre, włoski franciszkanin, błogosławiony katolicki (zm. 1494)
  - Francois Villon (prawdopodobnie), poeta francuski (zm. 1463)

## Zmarli
- 22 stycznia – Maria Mancini, włoska dominikanka, błogosławiona katolicka (ur. 1355)
- 6 maja – Bolesław I cieszyński, książę cieszyński i bytomski (ur. ok. 1363)
- 30 maja – Joanna d’Arc, spalona na stosie w Rouen (ur. 1412 lub 1411)
- po 19 czerwca – Lingwen, książę Nowogrodu Wielkiego (ur. 1355)
- 8 grudnia – Jadwiga, córka Władysława Jagiełły (ur. 1408)
- 1 czerwca – Focjusz, metropolita kijowski (ur. ?)
- data dzienna nieznana:
  - Dan II, hospodar wołoski (ur. ?)
  - Stanisław ze Skarbimierza, pierwszy rektor odnowionej Akademii Krakowskiej (ur. ?)